# António Pacheco
António Pacheco (1. prosince 1966, Portimão - 20. března 2024, Faro) byl portugalský fotbalista, záložník.

## Fotbalová kariéra
Začínal v týmu GD Torralta.
Portugalskou ligu hrál za Portimonense SC, Benfiku Lisabon, Sporting Lisabon a Belenenses Lisabon nastoupil ve 205 ligových utkáních, dal 32 ligových gólů a získal s Benficou dva mistrovské tituly. Dále hrál v italské lize za AC Reggiana 1919, nastoupil ve 14 ligových utkáních a dal 1 gól. Kariéru zakončil v nižších portugalských soutěžích v týmech CD Santa Clara, Atlético Clube de Portugal a GD Estoril Praia. V Poháru mistrů evropských zemí nastoupil ve 21 utkáních a dal 3 góly a v Poháru UEFA nastoupil ve 12 utkáních a dal 5 gólů. Za portugalskou reprezentaci nastoupil v letech 1989-1991 v 6 utkáních. 

## Ligová bilance
| Ročník                        | Zápasy | Góly | Klub               |
| ----------------------------- | ------ | ---- | ------------------ |
| 2. portugalská liga 1984/1985 | 6      | 1    | GD Torralta        |
| 2. portugalská liga 1985/1986 | 25     | 7    | GD Torralta        |
| 1. portugalská liga 1986/1987 | 14     | 0    | Portimonense SC    |
| 1. portugalská liga 1987/1988 | 25     | 4    | Benfica Lisabon    |
| 1. portugalská liga 1988/1989 | 26     | 5    | Benfica Lisabon    |
| 1. portugalská liga 1989/1990 | 30     | 4    | Benfica Lisabon    |
| 1. portugalská liga 1990/1991 | 28     | 7    | Benfica Lisabon    |
| 1. portugalská liga 1991/1992 | 27     | 7    | Benfica Lisabon    |
| 1. portugalská liga 1992/1993 | 26     | 3    | Benfica Lisabon    |
| 1. portugalská liga 1993/1994 | 20     | 2    | Sporting Lisabon   |
| 1. portugalská liga 1994/1995 | 3      | 0    | Sporting Lisabon   |
| 1. portugalská liga 1995/1996 | 6      | 0    | Belenenses Lisabon |
| Serie A 1996/1997             | 14     | 1    | AC Reggiana 1919   |
| Serie B 1997/1998             | 0      | 0    | AC Reggiana 1919   |
| 2. portugalská liga 1998/1999 | 8      | 0    | CD Santa Clara     |
| CELKEM 1. portugalská liga    | 205    | 32   |                    |
| CELKEM Serie A                | 14     | 1    |                    |